# Hollywood Ending
Pour plus de détails, voir Fiche technique et Distribution.
Hollywood Ending est un film américain de Woody Allen, sorti en 2002.

## Synopsis
Val Waxman, réalisateur américain de talent ayant connu des moments plus exaltants, est désormais devenu un tâcheron ne se voyant plus proposer que des tournages publicitaires. Toutefois, son ancienne femme Ellie, qui éprouve toujours estime et affection à son égard, songe à lui remettre le pied à l'étrier en manœuvrant pour convaincre son amant, Hal Yeager, producteur à Hollywood, de l'engager comme réalisateur dans une production importante.
Le projet se monte mais Val sent monter en lui l'angoisse au point de devenir aveugle juste avant le début du tournage. Un psychiatre lui diagnostique un trouble psychosomatique.
Sachant qu’il joue sa dernière chance de renouer avec le cinéma, Val doit ruser pour garder le secret, les seules personnes dans la confidence étant son agent et le jeune interprète engagé pour traduire les instructions au caméraman chinois.
Le tournage se révèle extrêmement compliqué, l'équipe technique ayant du mal à suivre les choix artistiques incompréhensibles de Val. Hal, le producteur, est particulièrement frustré que Val refuse de lui montrer les rushes. Le cameraman chinois obtient le renvoi de l’interprète, qu’il accuse de ne pas donner des instructions correctes. C’est désormais Ellie qui est mise dans la confidence et qui accompagne Val partout.
Le psychiatre propose à Val de renouer avec son fils, qu’il a renié quelques années auparavant. Val réussit à recréer un lien avec son fils mais ça se révèle insuffisant et il est toujours aveugle. Val termine le tournage du film grâce à l’aide d’Ellie. Quelque temps après la fin du tournage, il retrouve brusquement la vue et déclare sa flamme à Ellie.
Val peut alors regarder les images du tournage et se rend compte que le film est totalement incohérent. Les critiques américains attribuent une très mauvaise note au film. Contrarié par l’échec commercial et jaloux de l’avoir vu passer beaucoup de temps avec Val au cours des dernières semaines, Hal rompt avec Ellie.
À la surprise générale, les critiques français encensent le film, qu’ils considèrent comme un chef-d’œuvre. Réalisant un vieux rêve, Val décide de déménager avec Ellie à Paris et conclut que « tous les maris devraient perdre la vue pendant un moment ».

## Fiche technique
Sauf indication contraire, les informations mentionnées dans cette section peuvent être confirmées par les bases de données cinématographiques IMDb et Allociné,  présentes dans la section « Liens externes ».
- Titre original et français : Hollywood Ending
- Réalisation : Woody Allen
- Scénario : Woody Allen
- Musique : Neil Moret
- Direction artistique : Tom Warren
- Décors : Santo Loquasto
- Costumes : Melissa Toth
- Photographie : Wedigo von Schultzendorff
- Son : Gary Alper, Lee Dichter, Robert Hein
- Montage : Alisa Lepselter
- Production : Letty Aronson
  - Production déléguée : Stephen Tenenbaum
  - Coproduction : Helen Robin
  - Coproduction déléguée : Charles H. Joffe et Jack Rollins
- Sociétés de production : Perdido Productions, en association avec Gravier Productions, présenté par Dreamworks Pictures
- Sociétés de distribution : DreamWorks Distribution (États-Unis) ; BAC Films (France) ; Monopole-Pathé (Suisse romande)
- Budget : 16 millions USD[1]
- Pays de production :  États-Unis
- Langues originales : anglais, mandarin
- Format : couleur (Technicolor) — 35 mm — 1,85:1 (Panavision) — son DTS (Mono) / Dolby Digital (Mono) / SDDS (Mono)
- Genre : comédie, romance
- Durée : 112 minutes
- Tous publics
- Dates de sortie[2] :
  - États-Unis, Québec : 3 mai 2002[3]
  - France, Suisse romande : 15 mai 2002[4],[5]
  - Belgique : 22 mai 2002[6]
- Classification[7] :
  - États-Unis : accord parental recommandé, film déconseillé aux moins de 13 ans (PG-13 - Parents Strongly Cautioned)[N 1]
  - France : tous publics[8]
  - Belgique : tous publics (Alle Leeftijden)[6]
  - Suisse romande : interdit aux moins de 7 ans[9]
  - Québec : tous publics (G - General Rating)[3]

## Distribution
- Woody Allen (VF : Jean-Luc Kayser) : Val Waxman
- George Hamilton (VF : Claude Giraud) : Ed
- Téa Leoni (VF : Josiane Pinson) : Ellie
- Debra Messing (VF : Sabrina Leurquin ) : Lori
- Mark Rydell (VF : Jean Lescot) : Al
- Treat Williams (VF : Guy Chapellier) : Hal Yeager
- Tiffani Thiessen (VF : Marjorie Frantz) : Sharon Bates
- Marian Seldes : Alexandra
- Fred Melamed : Pappas
- Aaron Stanford (VF : Alexandre Gillet) : un acteur

## Accueil

### Accueil critique
Lors de la cérémonie de The Stinkers Bad Movie Awards en 2002, Woody Allen et toutes les actrices de plusieurs décennies plus jeune ont été nommés pire couple à l'écran.

## Sélections
- Festival de Cannes 2002[10] :
  - Film d'ouverture pour Woody Allen
  - Longs métrages - Hors-compétition pour Woody Allen

## Éditions en vidéo
En France, le film Hollywood Ending est sorti en DVD le 8 janvier 2003. Par la suite, le film est sorti en VOD le 1er mars 2022.